# El manifest comunista
El manifest comunista (o també Manifest del Partit Comunista, a partir del seu títol original en alemany, Manifest der Kommunistischen Partei) fou el programa teòric i pràctic destinat a la publicitat de la Lliga Comunista, una organització obrera internacional. Va ser redactat el novembre de 1847 per Karl Marx i Friedrich Engels, per encàrrec del partit.
Publicat inicialment en alemany el 21 de febrer de 1848, no veu la llum a Anglaterra fins al 1850. Assolí una gran popularitat entre el moviment obrer de la segona meitat del segle xix i fou reeditat en nombroses ocasions i traduït a la major part de les llengües europees. Fou el cos ideològic que s'intentà posar en pràctica a la Rússia revolucionària a partir de 1917 i, més endavant, a d'altres països del món.
Els escrits posteriors de Karl Marx no tenen variacions ideològiques rellevants en relació al que exposa El Manifest. Aquest encàrrec fet a Marx i Engels el desembre de 1847, té l'avantatge de ser una visió històrica global, una síntesi de tota la problemàtica abraçada pel marxisme.

## Història

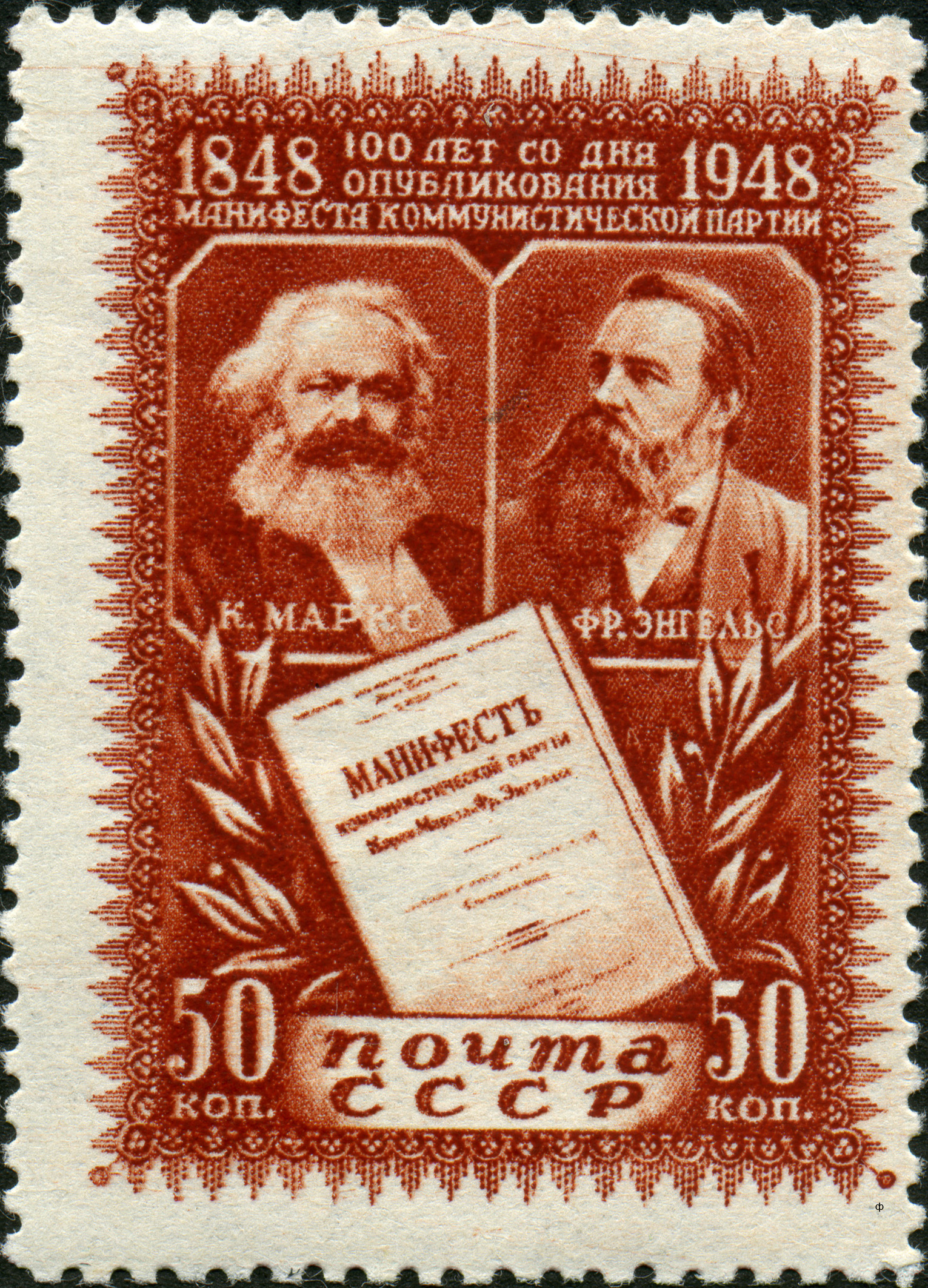
Segell de la Unió Soviètica commemoratiu dels 100 anys d'El manifest comunista

El manuscrit va ser traduït a diverses llengües europees als pocs mesos de ser acabat. El 1848 van aparèixer-ne versions en francès, polonès, italià, danès, neerlandès i suec. Als diversos pròlegs que van escriure Marx i Engels, i després, a la mort de Marx, només el segon, es deixa constància de les distintes edicions i traductors al llarg dels anys. Segons el pròleg a l'edició alemanya de 1872, la primera traducció a l'anglès, publicada al periòdic The Red Republican, va ser un treball de la periodista Helen Macfarlane. L'edició francesa va ser publicada a París el 1848. A Londres es van publicar també les primeres traduccions al polonès i a l'alemany. La primera traducció al rus, la va realitzar l'anarquista Mikhaïl Bakunin. La primera traducció al castellà, feta pel socialista José Mesa Leompart, va ser publicada el 1872 a la revista La Emancipación de Madrid, el 1886. La primera edició a l'afrikaans va aparèixer amb un prefaci de Lev Trotski titulat «Noranta anys d'El manifest comunista».
La primera traducció al català data de l'any 1930 i va ser encarregada per Manuel González Alba a Emili Granier per ser publicada a la seva editorial L'Arc de Berà. Granier va fer la traducció sobre la versió francesa de Laura Marx. La primera traducció directa de l'alemany, la va fer el 1936 Pau Cirera i Feliu per a la Unió Socialista de Catalunya.

## Contingut
«Un fantasma recorre Europa, el fantasma del comunisme» i «Proletaris de tots els països, uniu-vos!» obren i tanquen el manifest respectivament. Ambdues mostren clarament la intencionalitat política d'un manifest per convèncer el moviment obrer que hi ha una alternativa al capitalisme, que en tots els països industrialitzats hi ha un moviment revolucionari emergent i que la internacionalització de la lluita obrera és el camí per al triomf del comunisme. El programa polític que perseguien els partits comunistes de l'època (afiliats a la Lliga Comunista), inclou, entre altres coses: l'abolició del dret a la propietat i a l'herència, i la col·lectivització dels mitjans de producció i transport. Aquestes mesures serien implementades per un govern revolucionari, que Marx i Engels anomenaren dictadura del proletariat. Aquest nou govern hauria de netejar la societat dels vicis capitalistes i burgesos fins a arribar al comunisme: una societat sense estat i sense classes socials.
El Manifest consta d'un breu preàmbul i quatre capítols.
- L'inici de El Manifest és prou conegut: "Un fantasma ronda per Europa, el fantasma del comunisme". Pels autors això vol dir que el comunisme ja és reconegut per totes les potències europees com una força preponderant i que cal que els propis comunistes exposin obertament la seva manera de pensar, objectius i contraposin en un manifest propi els contes del fantasma del comunisme.

- En el primer capítol, titulat "Burgesos i proletaris", s'exposa el procés històric guiat per la lluita de classes. Té la intenció de demostrar la transitorietat de la dominació burgesa que ha de deixar pas a la nova classe social en ascens, el proletariat. En aquest capítol es dona una idea general de l'estructuració en classes en les formacions socials anteriors al model capitalista. És en arribar a aquest que l'anàlisi és més rigorosa i es poden copsar els factors i les fases que han permès a la burgesia constituir-se en classe dominant. Els autors destaquen els trets essencials de la dominació burgesa i s'especifiquen les condicions objectives sota les quals es constitueix el proletariat.

- En el segon capítol, "Proletaris i comunistes", hi ha una anàlisi sincrònica de la societat organitzada entorn de la contradicció entre la burgesia i el proletariat i les sobreestructures ideològiques (home, família, dret, educació, nació). Marx i Engels justifiquen el paper d'avantguarda del proletariat comunista i la necessitat de superar la temptació oportunista d'afavorir un interès parcial en pro d'un èxit passatger. L'objectiu final és portar el proletariat al poder per a transformar la societat.

- En el tercer capítol, "Literatura socialista i comunista", els autors critiquen els diversos corrents polítics que es reclamen hereus del socialisme o del comunisme, però que reflecteixen interessos de classe que o bé no són objectivament revolucionaris o bé són utòpics.

- El quart i darrer capítol, "Posició dels comunistes respecte dels diferents partits d'oposició", és molt breu i exposa la línia de conducta política dels diversos partits comunistes, línia que ha d'adaptar-se a les diferents situacions nacionals.

### Capítol I: Burgesos i proletaris
| « | "Un fantasma ronda per Europa: el fantasma del comunisme". | » |

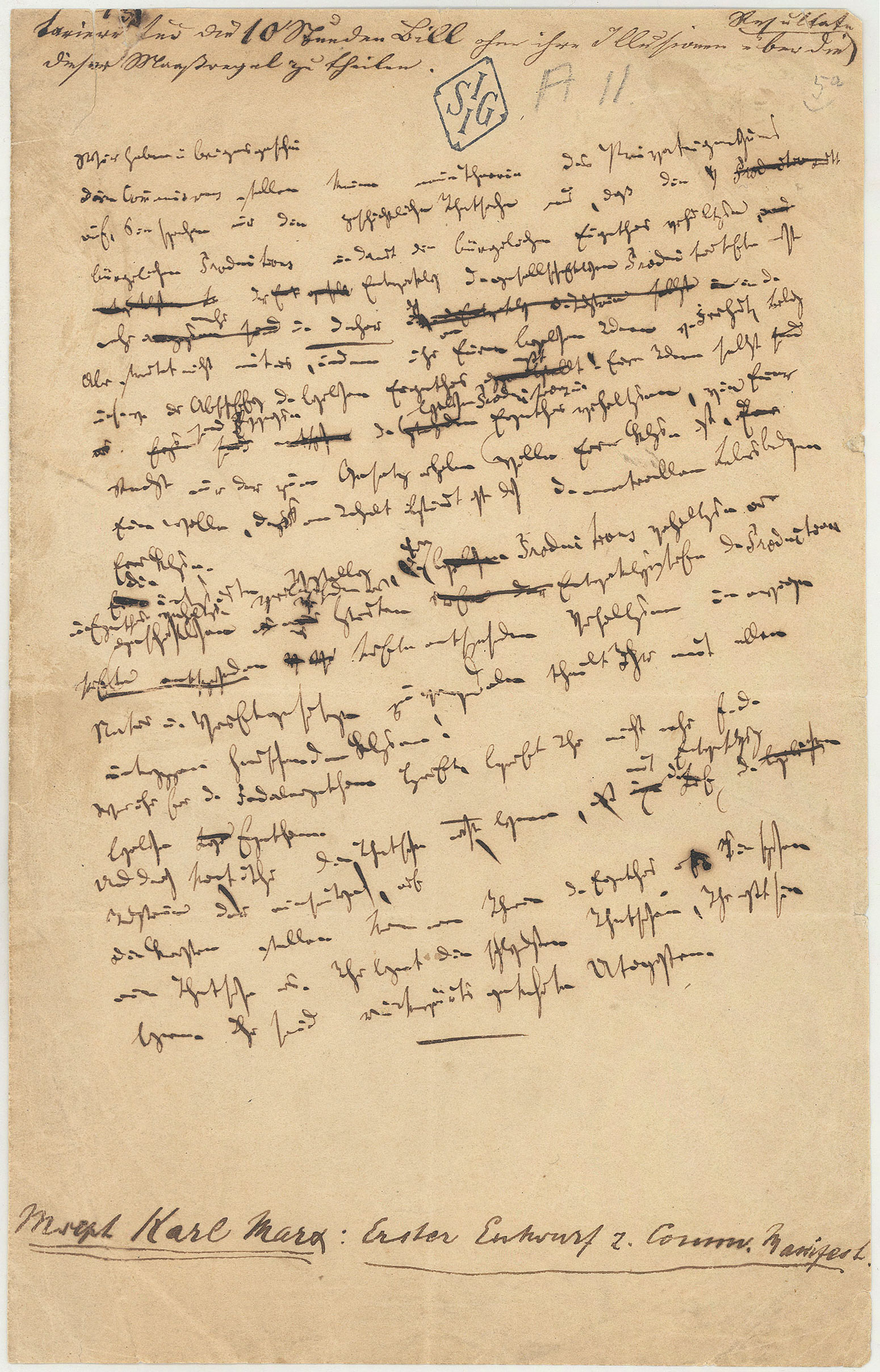
Esborrany de El Manifiest escrit per Karl Marx.

El text desenvolupa la concepció materialista que tota la història de la societat humana és una història de lluites de classes, opressors contra oprimits. La societat moderna burgesa sorgida de l'enfonsament de la societat feudal tendeix a dividir-se entre dues grans classes antagòniques: la burgesia (classe dominant) i el proletariat (classe oprimida).
Per arribar-hi, va caldre que dels serfs de l'edat mitjana sorgissin els vilatans de les primers ciutats; els quals van esdevenir els primers elements de la burgesia. El descobriment d'Amèrica i la circumnavegació d'Àfrica crearen un nou comerç per la burgesia ascendent. L'organització medieval de caràcter gremial no abastava les creixents necessitats mercantils. Al seu lloc s'instal·là la manufactura i els mestres artesans foren  desplaçats. Començava la divisió del treball en l'interior del propi taller. Després, el vapor i la maquinària revolucionaren la producció industrial. La gran indústria substituí la manufactura i ha creat el mercat mundial. Allà on es desenvolupava la indústria, el comerç i els ferrocarrils, es desenvolupava la burgesia. Aquesta nova classe social és, doncs, el producte d'un llarg procés de desenvolupament, d'una sèrie de revolucions en els modes de producció i comerç.
La burgesia ha centralitzat els mitjans de producció i ha concentrat en poques mans la propietat. Alhora, la centralització política n'ha estat una conseqüència necessària. El desenvolupament dels mitjans de producció i comunicació moderns van esmicolar les forces productives de la societat feudal. "En el seu lloc va aparèixer la lliure competència amb una constitució social i política adequada i amb el domini econòmic i polític de la classe burgesa".
En aquest desenvolupament incessant de les forces productives, Marx i Engels vaticinen que l'època de la burgesia té un límit en les pròpies relacions de producció burgeses: " Des de fa dècades, la història de la indústria i del comerç no és sinó la història de la rebel·lió de les modernes forces productives contra les modernes relacions de producció, contra les relacions de propietat les quals són les condicions de vida i del domini de la burgesia. […] I com la burgesia ultrapassa les crisis? Per una banda, gràcies a la destrucció forçosa d'una quantitat de forces productives, i per l'altra, mitjançant la conquesta de nous mercats i l'explotació més a fons dels vells mercats".
En els paràgrafs següents, Marx i Engels descriuen el món industrial on viu el proletariat, la tendència de les classes mitjanes empobrides a engrossir les seves files i la història de la seva lluita contra el règim burgès de producció. Expliquen com la industrialització i la divisió del treball produeix una alienació del treballador en llevar-li tot caràcter autònom, obligant-lo "a vendre's a trossos" com una mercaderia més i tornant-se en un simple ressort de la màquina, del qual només s'exigeix una operació mecànica, monòtona i de fàcil aprenentatge. Però aquest desenvolupament accelerat de la indústria anivella les condicions obreres, cohesiona als proletaris i afavoreix l'associació de classe per lluitar pels seus interessos socials, contraris als de la burgesia. Finalment, una petita part de la classe obrera abraça la causa revolucionària.

Amb tot, els proletaris només poden apoderar-se de les forces productives socials abolint el sistema capitalista: 
| « | "El proletariat, la capa més baixa de l'actual societat, no es pot aixecar ni treure's el jou de sobre si no és esmicolant en l'aire tota la superposició de capes sobre la base de les quals és construïda la societat oficial." | » |

Marx i Engels acaben aquest capítol assenyalant la desaparició de la burgesia i la victòria del proletariat com "igualment inevitables" a causa de la incapacitat de la burgesia per a elevar les condicions de vida del proletariat que, lluny d'això, decauen constantment producte del desenvolupament de la gran indústria dins del règim de producció burgès.

### Capítol II: Proletaris i comunistes
Els autors especifiquen que els comunistes són part del moviment proletari i no s'hi troben per damunt. El que els distingeix de la resta del moviment proletari són els interessos comuns que tenen els proletaris de totes les nacions.
Totes les relacions de propietat han sofert constants canvis històrics (com l'abolició de la propietat feudal després de la Revolució Francesa). El proper pas és l'abolició de la propietat privada burgesa que resulta de l'explotació capitalista.
Més endavant defensen que "les idees dominants d'una època no són sinó les idees de la classe dominant."
Com a fi d'aquest capítol, Marx i Engels insisteixen en la conquesta del poder polític pel proletariat com a primer pas de la revolució obrera i assenyalen com a tasca del proletariat centralitzar els mitjans de producció "en mans de l'Estat, és a dir, del proletariat organitzat com a classe governant". A continuació els autors esbossen un programa general de 10 propostes d'expropiacions, polítiques fiscals, mesures jurídiques i reorganització de l'economia i de l'educació. Són les següents:
1. Expropiació de la propietat de la terra i dedicació de les rendes a les despeses de l'estat.
2. Forts impostos progressius.
3. Abolició del dret d'herència.
4. Confiscació de la propietat de tots els emigrants, polítics i rebels.
5. Centralització del crèdit a les mans de l'estat per mitjà d'un Banc estatal amb monopoli exclusiu.
6. Centralització dels mitjans de transport a les mans de l'Estat.
7. Multiplicació de les fàbriques nacionals, dels mitjans de producció, artigament i millora de les terres segons un pla conjunt.
8. Imposició a tothom per un igual de l'obligació de treballar, establiment d'exèrcits industrials, en especial per al treball al camp.
9. Explotació unificada de l'agricultura i la indústria; intervenció en favor de  l'eliminació paulatina de l'oposició entre el camp i la ciutat.
10. Educació pública i gratuïta de tots els nens. Abolició del treball infantil fabril en la seva forma actual. Unificació de l'educació amb la producció material, etc.

### Capítol III: Literatura socialista i comunista
Entre la nebulosa de propostes socialistes de l'època, els autors de El Manifest destaquen diverses tendències que es reclamen hereves del socialisme o del comunisme, però que reflecteixen interessos de classe que o bé no són objectivament revolucionàries o bé són utòpiques. Les classifiquen en tres: el socialisme reaccionari, el socialisme burgès o conservador, i el socialisme i comunisme crítico-utòpic.

### Capítol IV: Posició dels comunistes respecte dels diferents partits d'oposició
En el darrer capítol, Marx i Engels fan un breu esbós de la tàctica que han de seguir els comunistes en el context polític de diversos països d'Europa (França, Polònia, Suïssa i Alemanya): on no sigui possible dur a terme directament el seu objectiu, situar-se de part dels partits més progressistes i contra els més reaccionaris, sense per això perdre la seva independència programàtica i organitzativa.
El Manifest acaba amb la següent arenga:
| « | Els comunistes rebutgen amagar les seves opinions i intencions. Declaren obertament que els seus objectius solament podran aconseguir-se mitjançant la subversió violenta de tot ordre social existent fins avui dia. Poden tremolar les classes governants davant una revolució comunista. Els proletaris, en canvi, res no hi tenen a perdre sinó les seves cadenes. Tenen un món per guanyar. Proletaris de tots els països, uniu-vos! | » |

## Influències

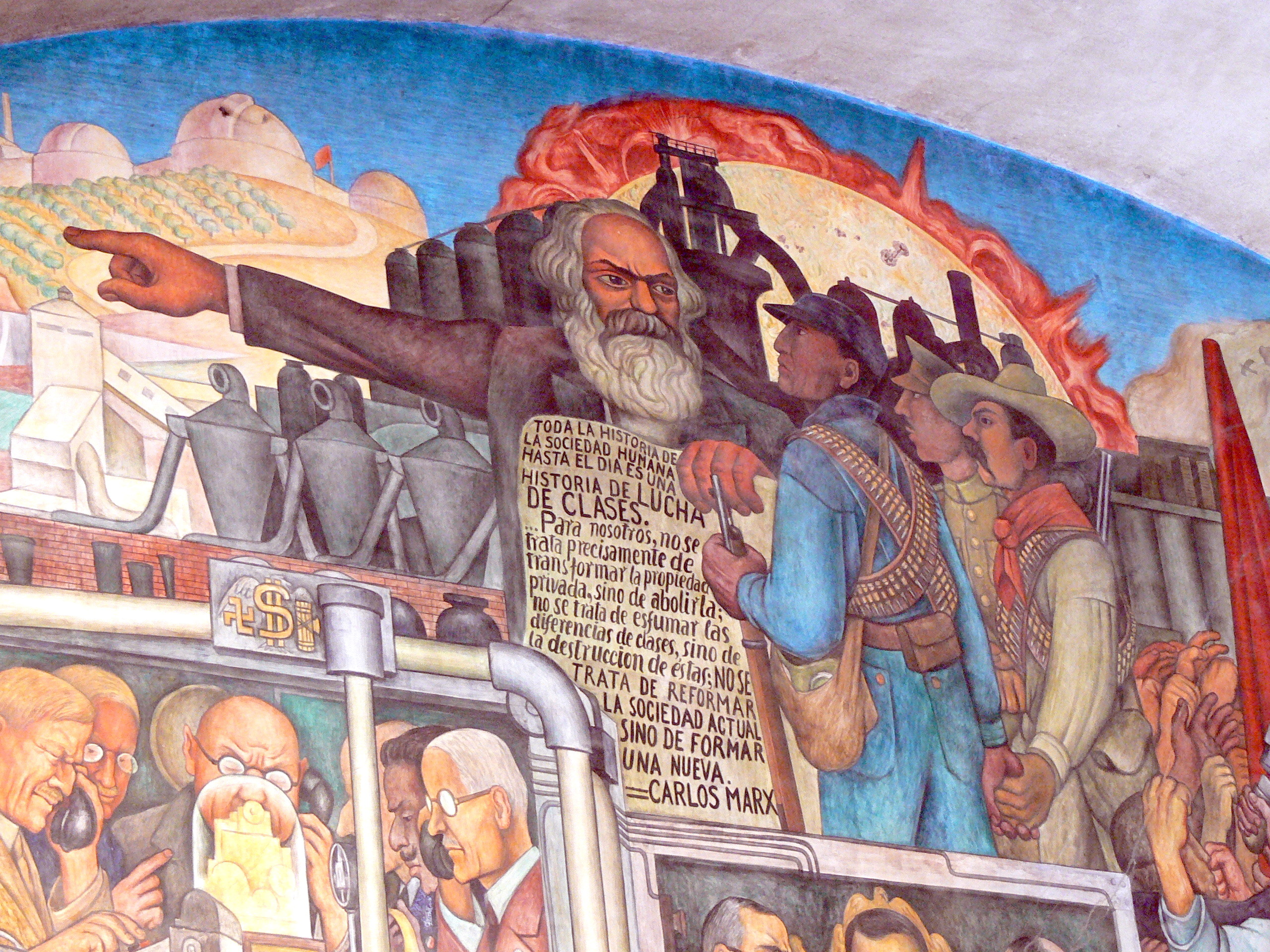
Mural de Diego Rivera a Ciutat de Mèxic. Karl Marx mostra El Manifest comunista a uns treballadors.

Les influències en Marx i Engels eren molt àmplies, en reaccionar i prendre inspiració els autors de la filosofia idealista alemanya, el socialisme francès i l'economia política anglesa i escocesa. El manifest comunista també té influències que provenen de la literatura. En l'obra de Jacques Derrida, Espectres de Marx, utilitza l'obra de William Shakespeare Hamlet per emmarcar una discussió de la història de la Internacional, mostrant en el procés la influència que va tenir l'obra de Shakespeare en l'escrit de Marx i Engels. En el seu text, «Big Leagues: Specters of Milton and Republican International Justice between Shakespeare and Marx», Christopher N. Warren argumenta que el poeta anglès John Milton també va tenir una influència substancial en l'obra de Marx i Engels. Historiadors dels hàbits del segle XIX han confirmat que Marx i Engels haurien pogut llegir aquests autors i se sap que a Marx li encantava Shakespeare en particular. Milton, segons afirma Warren, també mostra una influència notòria en El manifest comunista, diu: «Mirant enrere en l'època de Milton, Marx va veure una dialèctica històrica fonamentada en la inspiració que la llibertat de premsa, el republicanisme i la revolució estaven molt units». El republicanisme de Milton, segueix Warren, va servir com a «pont útil, si bé poc probable» en la mesura que Marx i Engels pretenien forjar una coalició revolucionària internacional. El Manifest també fa referència a la crítica social antiburgesa i «revolucionària» de Thomas Carlyle, autor que Engels havia llegit ja al maig de 1843.